# The Phantom Band

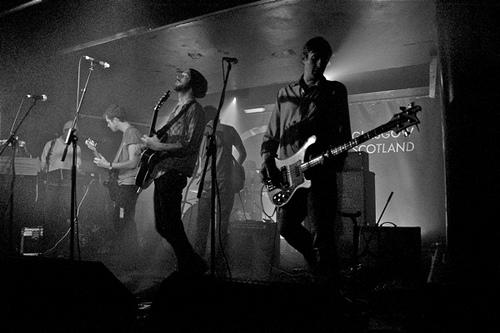
The Phantom Band sur scène en 2009.

The Phantom Band est un groupe écossais de rock indépendant basé à Glasgow. Il est composé de Duncan De Cornell (guitare), Gerry Hart (basse), Andrew T Oxford (claviers), Richard Princeton (voix), Damien Stanford (batterie) and Greg Yale (pédales). Le premier album du groupe, Checkmate Savage (en) est sorti en janvier 2009.

## Histoire
Le groupe a été fondé en 2002. Il a porté plusieurs noms, ne devenant The Phantom Band qu'en 2006.

## Discographie
Album studio
- Checkmate Savage (en) (2009)
- The Wants (en) (2010)
- Strange Friend (en) (2014)
- Fears Trending (2015)

Singles
- Throwing Bones (2007)
- The Howling (2009)